# Мухерес
Мухе́рес (исп. Isla Mujeres, «Остров Женщин») — остров в Карибском море в регионе Ривьера Майя, у восточного побережья полуострова Юкатан в штате Кинтана-Роо в Мексике. Размеры острова составляют около 7 километров в длину и до 650 метров в ширину. Он расположен в тринадцати километрах к востоку от находящегося на материке города Канкун. Восточное побережье острова каменисто и омывается сильным прибоем Карибского моря. Прибой и сильные волны отсутствуют на подветренном западном побережье, где расположены туристические пляжи и открывается вид на Канкун и чистые воды пролива.
Остров входит в состав муниципалитета Исла-Мухерес. Согласно переписи 2010 года население острова составило 12 642 человека.
На острове с 1821 по 1826 год находилась последняя база известного пирата Жана Лафита.

## Достопримечательности
- Подводный музей скульптур «Молчаливая эволюция»[англ.]
- С конца мая по сентябрь остров является местом скопления одного из самых больших количеств китовых акул в мире

Пляж на Исла-Мухерес

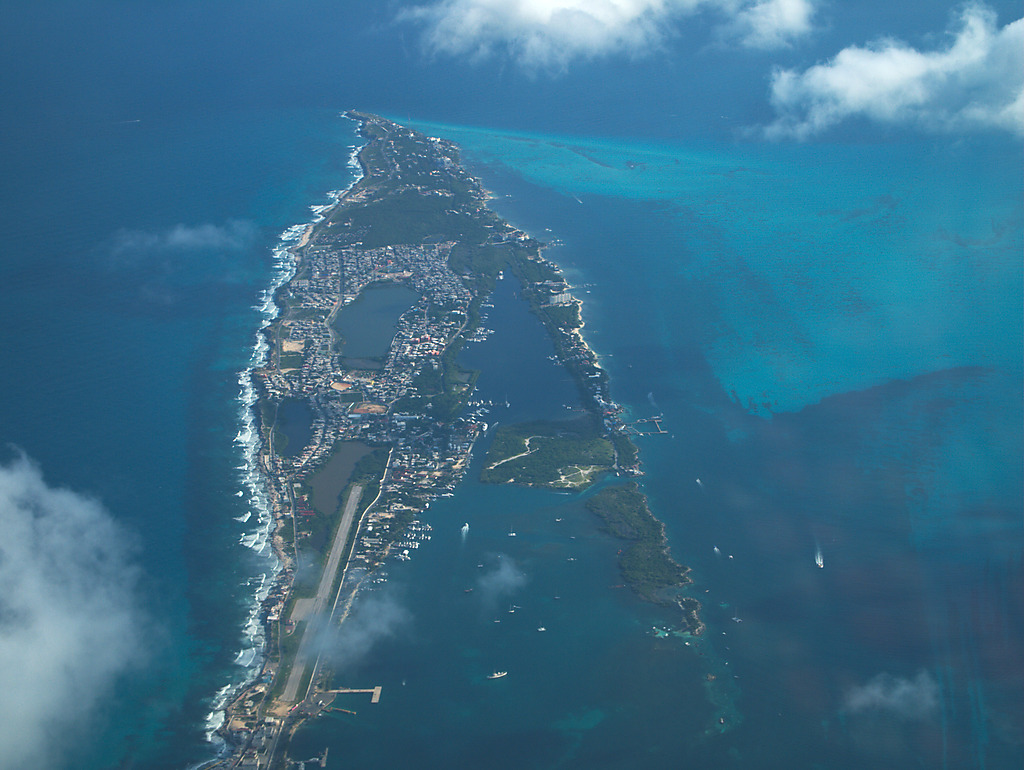
Вид с воздуха на южную часть острова.